# Camille Gélébart
Camille Gélébart est une joueuse internationale et arbitre de rink hockey français né le 24 mai 1980. 

## Biographie
Elle commence la pratique du patin à Brest, puis déménage à Plouguerneau. Avec Hervé Demarquet, son instituteur et créateur du club local de rink hockey, elle remporte tout d'abord des titres régionaux dans le patinage artistique. Elle commence le rink hockey avant son frère, le futur international, Olivier Gélébart. 
En 1998, elle se tourne vers le club de Quévert dans lequel joue déjà son frère[réf. nécessaire].
Entre 1999 et 2003, elle est sélectionnée à plusieurs reprises en équipe nationale. En trois championnats d'Europe et un championnat du monde, elle marque à cinq reprises.

## Palmarès
- coupe de France 1994
- 4e championnat d'Europe (2003)
- 12e championnat du monde (2000)